# Wisła Kraków w Pucharze Ligi Polskiej
Wykaz występów pierwszej drużyny Wisły Kraków w rozgrywkach Pucharu Ligi Polskiej w piłce nożnej.

## Sezon 1952

### Faza grupowa
Runda rozgrywana w formie fazy grupowej. Z obu sześciozespołowych grup zwycięzca awansowywał do finału, druga drużyna do meczu o 3. miejsce, a trzecia do meczu o 5. miejsce.
| #   | Kolejka | Data       | Miejsce  | Przeciwnik       | Wynik     |
| --- | ------- | ---------- | -------- | ---------------- | --------- |
| 1.  | 1.      | 06.04.1952 | Bytom    | Polonia Bytom    | 1:1 (0:1) |
| 2.  | 2.      | 20.04.1952 | Chorzów  | Ruch Chorzów     | 0:0 (0:0) |
| 3.  | 3.      | 26.04.1952 | Kraków   | Wawel Kraków     | 0:3 (0:2) |
| 4.  | 4.      | 04.05.1952 | Kraków   | Lechia Gdańsk    | 2:2 (1:0) |
| 5.  | 5.      | 11.05.1952 | Warszawa | Polonia Warszawa | 2:1 (2:0) |
| 6.  | 6.      | 18.05.1952 | Kraków   | Polonia Bytom    | 2:1 (0:0) |
| 7.  | 7.      | 25.05.1952 | Kraków   | Ruch Chorzów     | 7:0 (1:0) |
| 8.  | 8.      | 01.06.1952 | Kraków   | Wawel Kraków     | 1:2 (1:0) |
| 9.  | 9.      | 28.06.1952 | Kraków   | Polonia Warszawa | 2:0 (1:0) |
| 10. | 10.     | 06.07.1952 | Gdańsk   | Lechia Gdańsk    | 0:2 (0:1) |

#### Tabela
| Miejsce | Drużyna          | Mecze | Zwycięstwa | Remisy | Porażki | Bramki Z. | Bramki S. | Różnica | Punkty |
| ------- | ---------------- | ----- | ---------- | ------ | ------- | --------- | --------- | ------- | ------ |
| 1.      | Wawel Kraków     | 10    | 9          | 1      | 0       | 37        | 7         | +30     | 19     |
| 2.      | Wisła Kraków     | 10    | 4          | 3      | 3       | 17        | 12        | +5      | 11     |
| 3.      | Lechia Gdańsk    | 10    | ?          | ?      | ?       | 13        | 14        | -1      | 11     |
| 4.      | Polonia Warszawa | 10    | ?          | ?      | ?       | 19        | 16        | +3      | 9      |
| 5.      | Polonia Bytom    | 10    | ?          | ?      | ?       | 10        | 25        | -15     | 5      |
| 6.      | Ruch Chorzów     | 10    | ?          | ?      | ?       | 5         | 27        | -22     | 5      |

### Mecz o 3. miejsce
| #   | Data       | Miejsce  | Przeciwnik  | Wynik     |
| --- | ---------- | -------- | ----------- | --------- |
| 11. | 20.07.1952 | Warszawa | AKS Chorzów | 2:1 (1:1) |

## Sezon 1977

### Faza grupowa
Runda rozgrywana w formie fazy grupowej. Z każdej czterozespołowej grupy awans uzyskiwał zwycięzca.
| #   | Kolejka | Data       | Miejsce | Przeciwnik         | Wynik     |
| --- | ------- | ---------- | ------- | ------------------ | --------- |
| 12. | 1.      | 28.05.1977 | Rybnik  | ROW Rybnik         | 5:0 (2:0) |
| 13. | 2.      | 04.06.1977 | Kraków  | Zagłębie Sosnowiec | 5:0 (2:0) |
| 14. | 3.      | 09.06.1977 | Zabrze  | Górnik Zabrze      | 5:4 (2:2) |

#### Tabela
| Miejsce | Drużyna            | Mecze | Zwycięstwa | Remisy | Porażki | Bramki Z. | Bramki S. | Różnica | Punkty |
| ------- | ------------------ | ----- | ---------- | ------ | ------- | --------- | --------- | ------- | ------ |
| 1.      | Wisła Kraków       | 3     | 3          | 0      | 0       | 15        | 4         | +11     | 6      |
| 2.      | Zagłębie Sosnowiec | 3     | 1          | 1      | 1       | 3         | 7         | -4      | 3      |
| 3.      | ROW Rybnik         | 3     | 0          | 2      | 1       | 3         | 8         | -5      | 2      |
| 4.      | Górnik Zabrze      | 3     | 0          | 1      | 2       | 5         | 7         | -2      | 1      |

### 1/2 finału
| #   | Data       | Miejsce | Przeciwnik  | Wynik     |
| --- | ---------- | ------- | ----------- | --------- |
| 15. | 12.06.1977 | Łódź    | Widzew Łódź | 1:2 (0:1) |

## Sezon 1999/2000

### 1/8 finału
Runda rozgrywana w formie dwumeczu.
| #   | Data       | Miejsce    | Przeciwnik      | Wynik     |
| --- | ---------- | ---------- | --------------- | --------- |
| 16. | 02.09.1999 | Kraków     | Ruch Radzionków | 2:0 (0:0) |
| 17. | 05.09.1999 | Radzionków | Ruch Radzionków | 1:1 (1:1) |

### 1/4 finału
Runda rozgrywana w formie dwumeczu.
| #   | Data       | Miejsce  | Przeciwnik       | Wynik     |
| --- | ---------- | -------- | ---------------- | --------- |
| 18. | 05.10.1999 | Warszawa | Polonia Warszawa | 0:3 (0:0) |
| 19. | 10.10.1999 | Kraków   | Polonia Warszawa | 2:2 (1:0) |

## Sezon 2000/2001

### 1/8 finału
Runda rozgrywana w formie dwumeczu.
| #   | Data       | Miejsce               | Przeciwnik                       | Wynik     |
| --- | ---------- | --------------------- | -------------------------------- | --------- |
| 20. | 30.08.2000 | Grodzisk Wielkopolski | Dyskobolia Grodzisk Wielkopolski | 0:0 (0:0) |
| 21. | 06.09.2000 | Kraków                | Dyskobolia Grodzisk Wielkopolski | 4:2 (2:0) |

### 1/4 finału
Runda rozgrywana w formie dwumeczu.
| #   | Data       | Miejsce  | Przeciwnik     | Wynik     |
| --- | ---------- | -------- | -------------- | --------- |
| 22. | 18.10.2000 | Warszawa | Legia Warszawa | 1:1 (1:0) |
| 23. | 26.11.2000 | Kraków   | Legia Warszawa | 3:1 (0:1) |

### 1/2 finału
Runda rozgrywana w formie dwumeczu.
| #   | Data       | Miejsce | Przeciwnik   | Wynik     |
| --- | ---------- | ------- | ------------ | --------- |
| 24. | 21.03.2001 | Kraków  | Amica Wronki | 2:0 (0:0) |
| 25. | 04.04.2001 | Wronki  | Amica Wronki | 0:1 (0:1) |

### Finał
Runda rozgrywana w formie dwumeczu.
| #   | Data       | Miejsce | Przeciwnik     | Wynik     |
| --- | ---------- | ------- | -------------- | --------- |
| 26. | 26.05.2001 | Lubin   | Zagłębie Lubin | 3:0 (2:0) |
| 27. | 03.06.2001 | Kraków  | Zagłębie Lubin | 1:2 (1:1) |

## Sezon 2001/2002

### 1/8 finału
Runda rozgrywana w formie dwumeczu.
| #   | Data       | Miejsce                 | Przeciwnik                   | Wynik     |
| --- | ---------- | ----------------------- | ---------------------------- | --------- |
| 28. | 29.08.2001 | Ostrowiec Świętokrzyski | KSZO Ostrowiec Świętokrzyski | 3:2 (1:1) |
| 29. | 03.10.2001 | Kraków                  | KSZO Ostrowiec Świętokrzyski | 4:0 (1:1) |

### 1/4 finału
Runda rozgrywana w formie dwumeczu.
| #   | Data       | Miejsce | Przeciwnik     | Wynik     |
| --- | ---------- | ------- | -------------- | --------- |
| 30. | 26.03.2002 | Kraków  | Zagłębie Lubin | 2:1 (1:1) |
| 31. | 16.04.2002 | Lubin   | Zagłębie Lubin | 2:0 (1:0) |

### 1/2 finału
Runda rozgrywana w formie dwumeczu.
| #   | Data       | Miejsce  | Przeciwnik   | Wynik     |
| --- | ---------- | -------- | ------------ | --------- |
| 32. | 14.05.2002 | Katowice | GKS Katowice | 5:2 (3:0) |
| 33. | 18.05.2002 | Kraków   | GKS Katowice | 3:0 (0:0) |

### Finał
Runda rozgrywana w formie dwumeczu.
| #   | Data       | Miejsce  | Przeciwnik     | Wynik     |
| --- | ---------- | -------- | -------------- | --------- |
| 34. | 22.05.2002 | Warszawa | Legia Warszawa | 0:3 (0:1) |
| 35. | 26.05.2002 | Kraków   | Legia Warszawa | 2:1 (1:0) |

## Sezon 2006/2007

### Faza grupowa
Runda rozgrywana w formie fazy grupowej. Z każdej czterozespołowej grupy awans uzyskiwały dwie najlepsze drużyny.
| #   | Kolejka | Data       | Miejsce          | Przeciwnik            | Wynik     |
| --- | ------- | ---------- | ---------------- | --------------------- | --------- |
| 36. | 1.      | 22.11.2006 | Lubin            | Zagłębie Lubin        | 1:1 (0:0) |
| 37. | 3.      | 03.12.2006 | Kraków           | Odra Wodzisław Śląski | 2:0 (1:0) |
| 38. | 2.      | 07.12.2006 | Kraków           | Górnik Zabrze         | 2:1 (2:0) |
| 39. | 4.      | 25.02.2007 | Kraków           | Zagłębie Lubin        | 1:0 (1:0) |
| 40. | 5.      | 28.02.2007 | Zabrze           | Górnik Zabrze         | 3:2 (2:0) |
| 41. | 6.      | 23.03.2007 | Wodzisław Śląski | Odra Wodzisław Śląski | 0:2 (0:0) |

#### Tabela
| Miejsce | Drużyna               | Mecze | Zwycięstwa | Remisy | Porażki | Bramki Z. | Bramki S. | Różnica | Punkty |
| ------- | --------------------- | ----- | ---------- | ------ | ------- | --------- | --------- | ------- | ------ |
| 1.      | Wisła Kraków          | 6     | 4          | 1      | 1       | 9         | 6         | +3      | 13     |
| 2.      | Zagłębie Lubin        | 6     | 4          | 1      | 1       | 8         | 3         | +5      | 13     |
| 3.      | Górnik Zabrze         | 6     | 1          | 1      | 4       | 5         | 10        | -5      | 4      |
| 4.      | Odra Wodzisław Śląski | 6     | 1          | 1      | 4       | 4         | 7         | -3      | 4      |

### 1/4 finału
Runda rozgrywana w formie dwumeczu.
| #   | Data       | Miejsce | Przeciwnik  | Wynik     |
| --- | ---------- | ------- | ----------- | --------- |
| 42. | 16.05.2007 | Poznań  | Lech Poznań | 2:2 (1:1) |
| 43. | 29.05.2007 | Kraków  | Lech Poznań | 3:2 (1:2) |

### 1/2 finału
Runda rozgrywana w formie dwumeczu.
| #   | Data       | Miejsce   | Przeciwnik    | Wynik     |
| --- | ---------- | --------- | ------------- | --------- |
| 44. | 03.06.2007 | Kraków    | GKS Bełchatów | 0:1 (0:0) |
| 45. | 07.06.2007 | Bełchatów | GKS Bełchatów | 0:2 (0:1) |

## Sezon 2007/2008

### Faza grupowa
Runda rozgrywana w formie fazy grupowej. Z każdej czterozespołowej grupy awans uzyskiwały dwie najlepsze drużyny.
| #   | Kolejka | Data       | Miejsce   | Przeciwnik         | Wynik     |
| --- | ------- | ---------- | --------- | ------------------ | --------- |
| 46. | 1.      | 19.09.2007 | Kraków    | Górnik Zabrze      | 0:1 (0:0) |
| 47. | 2.      | 03.10.2007 | Bełchatów | GKS Bełchatów      | 1:1 (0:0) |
| 48. | 3.      | 24.10.2007 | Kraków    | Zagłębie Sosnowiec | 1:1 (0:0) |
| 49. | 4.      | 07.11.2007 | Sosnowiec | Zagłębie Sosnowiec | 2:0 (0:0) |
| 50. | 5.      | 28.11.2007 | Zabrze    | Górnik Zabrze      | 1:0 (0:0) |
| 51. | 6.      | 05.12.2007 | Kraków    | GKS Bełchatów      | 2:1 (0:1) |

#### Tabela
| Miejsce | Drużyna            | Mecze | Zwycięstwa | Remisy | Porażki | Bramki Z. | Bramki S. | Różnica | Punkty |
| ------- | ------------------ | ----- | ---------- | ------ | ------- | --------- | --------- | ------- | ------ |
| 1.      | Wisła Kraków       | 6     | 3          | 2      | 1       | 7         | 4         | +3      | 11     |
| 2.      | Górnik Zabrze      | 6     | 3          | 1      | 2       | 7         | 6         | +1      | 10     |
| 3.      | Zagłębie Sosnowiec | 6     | 3          | 1      | 2       | 9         | 7         | +2      | 10     |
| 4.      | GKS Bełchatów      | 6     | 0          | 2      | 4       | 5         | 11        | -6      | 2      |

### 1/4 finału
Runda rozgrywana w formie dwumeczu.
| #   | Data       | Miejsce   | Przeciwnik            | Wynik     |
| --- | ---------- | --------- | --------------------- | --------- |
| 52. | 26.02.2008 | Białystok | Jagiellonia Białystok | 1:1 (1:0) |
| 53. | 04.03.2008 | Kraków    | Jagiellonia Białystok | 5:0 (2:0) |

### 1/2 finału
Runda rozgrywana w formie dwumeczu.
| #   | Data       | Miejsce  | Przeciwnik     | Wynik     |
| --- | ---------- | -------- | -------------- | --------- |
| 54. | 19.03.2008 | Warszawa | Legia Warszawa | 1:1 (0:0) |
| 55. | 15.04.2008 | Kraków   | Legia Warszawa | 0:1 (0:0) |

## Sezon 2008/2009

### Faza grupowa
Runda rozgrywana w formie fazy grupowej. Z każdej czterozespołowej grupy awans uzyskiwały dwie najlepsze drużyny.
| #   | Kolejka | Data       | Miejsce | Przeciwnik    | Wynik     |
| --- | ------- | ---------- | ------- | ------------- | --------- |
| 56. | 1.      | 03.09.2008 | Kraków  | Śląsk Wrocław | 0:4 (0:1) |
| 57. | 2.      | 06.09.2008 | Gliwice | Piast Gliwice | 0:1 (0:0) |
| 58. | 3.      | 09.10.2008 | Kraków  | Cracovia      | 2:0 (0:0) |
| 59. | 4.      | 12.10.2008 | Wrocław | Śląsk Wrocław | 0:0 (0:0) |
| 60. | 5.      | 18.11.2008 | Kraków  | Piast Gliwice | 4:1 (2:0) |
| 61. | 6.      | 26.11.2008 | Kraków  | Cracovia      | 0:0 (0:0) |

#### Tabela
| Miejsce | Drużyna       | Mecze | Zwycięstwa | Remisy | Porażki | Bramki Z. | Bramki S. | Różnica | Punkty |
| ------- | ------------- | ----- | ---------- | ------ | ------- | --------- | --------- | ------- | ------ |
| 1.      | Piast Gliwice | 6     | 3          | 1      | 2       | 9         | 9         | 0       | 10     |
| 2.      | Śląsk Wrocław | 6     | 3          | 1      | 2       | 8         | 5         | +3      | 10     |
| 3.      | Wisła Kraków  | 6     | 2          | 2      | 2       | 6         | 6         | 0       | 8      |
| 4.      | Cracovia      | 6     | 1          | 2      | 3       | 3         | 6         | -3      | 5      |

## Statystyki
| Sezon     | Mecze | Wygrane | Remisy | Porażki | Bilans bramkowy | Osiągnięcie  |
| --------- | ----- | ------- | ------ | ------- | --------------- | ------------ |
| 1952      | 11    | 5       | 3      | 3       | 19:13           | 3. miejsce   |
| 1977      | 4     | 3       | 0      | 1       | 16:6            | 1/2 finału   |
| 1999/2000 | 4     | 1       | 2      | 1       | 5:6             | 1/4 finału   |
| 2000/2001 | 8     | 4       | 2      | 2       | 14:7            | Zwycięstwo   |
| 2001/2002 | 8     | 7       | 0      | 1       | 21:9            | Finał        |
| 2006/2007 | 10    | 5       | 2      | 3       | 14:13           | 1/2 finału   |
| 2007/2008 | 10    | 4       | 4      | 2       | 14:7            | 1/2 finału   |
| 2008/2009 | 6     | 2       | 2      | 2       | 6:6             | Faza grupowa |
| Razem     | 61    | 31      | 15     | 15      | 109:67          | 1xZwycięstwo |